# Kanton Toulon-3
Kanton Toulon-3 is een kanton van het Franse departement Var. Kanton Toulon-3 maakt deel uit van het arrondissement Toulon en telt 54.420 inwoners in 2018.

## Gemeenten
Het kanton Toulon-3 omvatte tot 2014 enkel een deel van de gemeente:
- Toulon (zie kaartje)

Na de herindeling van de kantons bij decreet van 27 februari 2014, met uitwerking op 22 maart 2015, omvat dit kanton :
- Le Revest-les-Eaux
- een ander (noordelijk) deel van de gemeente Toulon
- La Valette-du-Var